# イマージュタイム
株式会社イマージュタイム（imagetime Inc.）は、日本の娯楽（映像・音楽・通信・アーティスト・イベント）の企画・製作・運営する会社。音楽出版社。レーベル業務。出版業務。ブランドに今井商店。2010年設立。

## レーベル業務
大平俊郎
山賊（2020年4月リリース）
夢海
福袋（2020年8月リリース）
ゴトーチバンドアーカイブ episode φ Deluxe Edition
Various Artists（音楽配信　2020年12月リリース）
なうい洋一
Who Was I ～ さらば地球（音楽配信　2020年12月リリース）

## 共同原盤

### ゴトーチサウンドスウェルレーベル
アミューズと共同運営している。
ゴトーチバンドアーカイブ マガリナリニモ
ゴトーチバンドアーカイブ area2 ツツウラウラ
ゴトーチバンドアーカイブ area3 ワレサキニ
ゴトーチバンドアーカイブ area4 you
山下怜美
ティンクル～ゴトーチバンドEX
スタイル～ゴトーチバンドEX
Mack
予想屋一代
学校のコワイうわさ 花子さんがきた!!
音楽配信　iTunes、レコチョク

## 発売委託
なうい洋一
身の丈　CD
Lullaby of comedian〜娯楽王　CD
Pride in the dust〜埃と誇りの間　CD
Who Was I～さらば地球　CD
ゴトーチバンド
ゴトーチバンドアーカイブ episode φ（CD）
発売元：埼玉ストリーム

## 映像
- 『学校のコワイうわさ 花子さんがきた!!』シリーズ
- 『ぼのぼの』（配信窓口業務）

## ラジオ
- 『なうい洋一のコミカル症候群』
- 『山下怜美のレレレの実』（DARAZ FM）
- 『山下怜美のド・レ・ミーレ』（エフエムいずも）

## イベント
- ゴトーチバンドの祭典（全国ライブハウス）
- ムーンライトコンサート（鳥取県とっとり花回路）
- ミッドナイトコンサート（三重県四日市ユラックス）
- とっとり防災フェスタ2010（鳥取県米子港）
- イオンモール春日部大凧花火大会2017（埼玉県春日部市）

## フリーマガジン
- ラブレター（無料配布誌）

## 所属
- なうい洋一
- 山下怜美[4]
- シロー
- さとう美南
- 大平俊郎
- 夢海
- KAZU（音楽出版のみ）
- 斉藤省悟（音楽出版のみ）
- ありす（音楽出版のみ）